# ازدحام

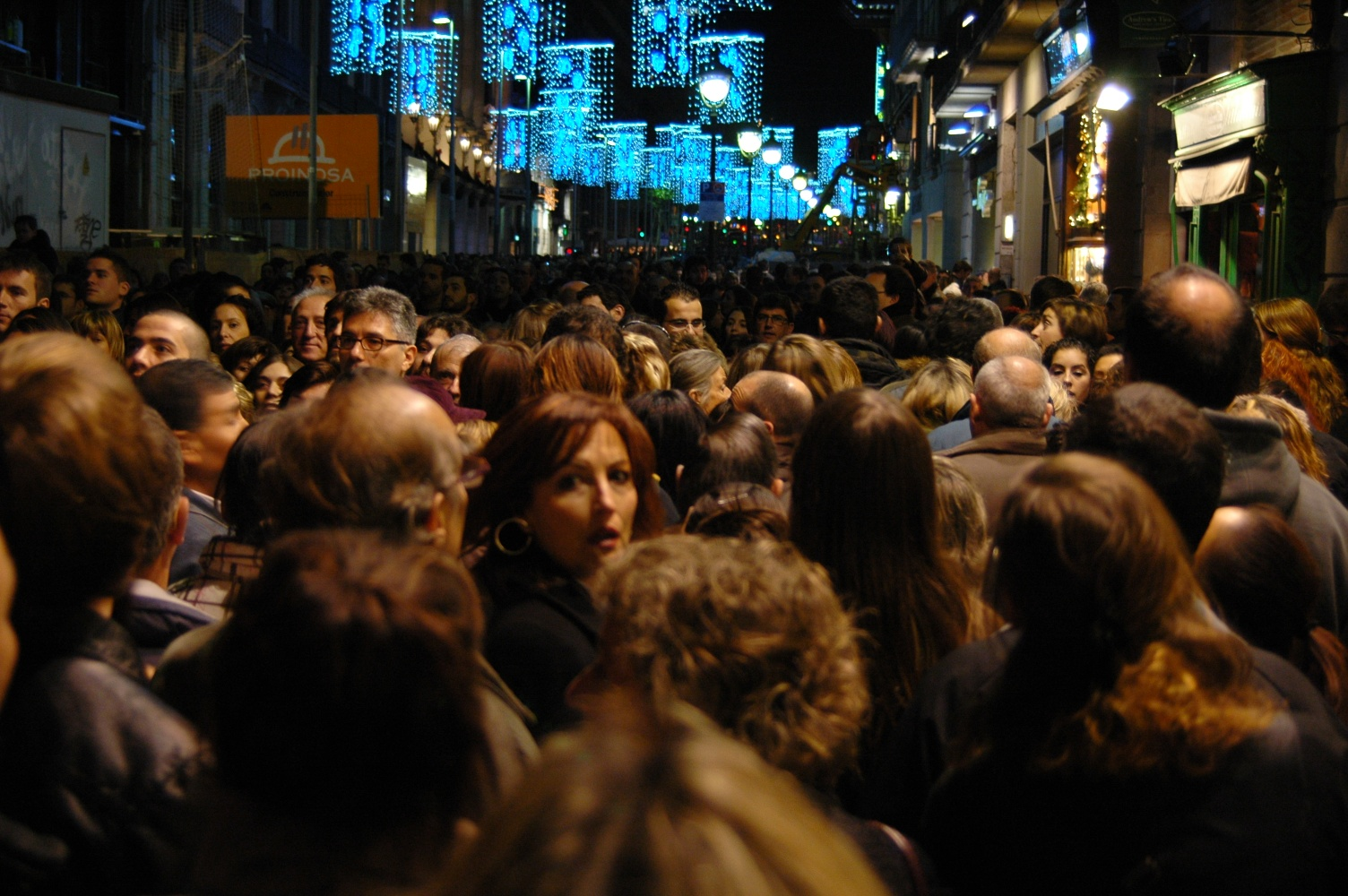
شارع مزدحم في كاتالونيا بإسبانيا خلال موسم عيد الميلاد

الازدحام أو الاكتظاظ هو الحالة التي يوجد فيها عدة أشخاص داخل مساحة معينة أكثر مما يُعد مقبولًا من منظور السلامة والصحة.
تعتمد منظورات السلامة والصحة على البيئات الحالية وعلى المعايير الثقافية المحلية. من الممكن أن يحدث الاكتظاظ بصيغة مؤقتة أو منتظمة، في المنزل أو في الأماكن العامة أو في وسائل النقل العام. يمكن أن يسبب الاكتظاظ في المنزل قلقًا خاصًا، لأن المنزل هو مكان مأوى للفرد.
من الممكن أن تشمل التأثيرات في نوعية الحياة بسبب الازدحام زيادة الاتصال الجسدي وقلة النوم وانعدام الخصوصية وسوء ممارسات النظافة.
بينما توفر الكثافة السكانية مقياسًا موضوعيًا لعدد الأشخاص الذين يعيشون لكل وحدة مساحة، يشير الاكتظاظ إلى استجابة الناس النفسية للكثافة. ومع ذلك، فإن تعريفات الازدحام المستخدمة في التقارير الإحصائية والأغراض الإدارية تعتمد على مقاييس الكثافة ولا تتضمن عادةً تصورات الناس عن الازدحام. من المهم تجنب الازدحام في أوقات اليوم لأنها تؤدي إلى مشكلات صحية.

## مقاييس الازدحام

### الولايات المتحدة
يُجرى مسح الإسكان الأمريكي من قبل وزارة الإسكان والتنمية الحضرية بالولايات المتحدة (إتش يو دي) كل عامين.
وجدت مراجعة الأدبيات لعام 2007، التي أجرِيت لمكتب تطوير السياسات والبحوث التابع لـ إتش يو دي أن أكثر مقاييس الاكتظاظ شيوعًا هي الأشخاص في الغرفة أو الأشخاص في كل غرفة نوم. تستخدم الولايات المتحدة عدد الأشخاص في كل غرفة، وتُعد الأسرة مزدحمة إذا وُجد أكثر من شخص واحد في كل غرفة، وتُعد مزدحمة جدًا إذا تشارك أكثر من «1.5» شخصًا الغرفة.

### منظمة الصحة العالمية
تهتم منظمة الصحة العالمية بالاكتظاظ في أماكن النوم بنحو أساسي باعتباره خطرًا لانتشار مرض السل، وقد حاولت تطوير مؤشرات القياس.

### المملكة المتحدة
ينص قانون الإسكان لعام 1985 على ما يلي:
«يُخالف معيار الغرفة عندما يكون عدد الأشخاص الذين ينامون في المسكن وعدد الغرف المتاحة بوصفها أماكن للنوم بحيث يجب أن ينام شخصان من الجنسين لا يعيشان معًا كزوج وزوجة في الغرفة نفسها. لهذا الغرض، سيُترك الأطفال دون سن العاشرة خارج الحساب، وتكون الغرفة متاحة مسكنًا للنوم إذا كانت من النوع المستخدم عادة في المنطقة إما غرفة النوم أو غرفة للمعيشة».
يصف قانون الإسكان عدد الأشخاص المسموح لهم لكل غرفة، إضافةً إلى مساحة الأرضية لكل غرفة كما هو موضح في الجدول أدناه. لا يجري احتساب الأطفال الذين تقل أعمارهم عن سنة واحدة، والأطفال الذين تتراوح أعمارهم بين 1 و10 سنوات يجري احتسابهم على أنهم نصف وحدة.
| المساحة (قدم مربع) | عدد الأشخاص |
| ------------------ | ----------- |
| 110 أو أكثر        | 2           |
| 90 إلى 110         | 1.5         |
| 70 إلى 90          | 1           |
| 50 إلى 70          | 0.5         |

### الاتحاد الأوروبي
يستخدم الاتحاد الأوروبي تعريفًا أكثر صرامة للاكتظاظ، يُعرف باسم «معيار غرفة النوم». تُعرف الأسرة المكتظة بأنها الأسرة التي تعيش في مسكن يكون عدد الغرف فيه أقل التالي:
- غرفة واحدة للمنزل.
- غرفة واحدة لكل زوجين في المنزل.
- غرفة واحدة لكل شخص يبلغ من العمر 18 عامًا أو أكثر.
- غرفة واحدة لكل زوج من الأشخاص العزاب من الجنس نفسه، الذين تتراوح أعمارهم بين 12 و17 عامًا.
- غرفة واحدة لكل فرد يتراوح عمره بين 12 و17 عامًا وغير مشمول في الفئة السابقة.
- غرفة واحدة لكل زوج من الأطفال دون سن 12 عامًا.

على سبيل المثال، تُعد الأسرة لشخص واحد يعيش بمفرده مكتظة ما لم يكن لديه غرفة معيشة منفصلة عن غرفة النوم (تنطبق النقطتان 1 و3). ومع ذلك، في حين أن معيار غرفة النوم يجري تأييده عمومًا من قبل دعاة السياسة، فإن المساحة القانونية ومعايير الإشغال عادة ما تكون إما أقل سخاء أو جزئية (على سبيل المثال تنطبق على الإسكان الاجتماعي فقط) أو غير موجودة.
وفقًا للاتحاد الأوروبي، عام 2011 ، كان 17.1٪ من سكان الاتحاد الأوروبي يعيشون في أسر مكتظة وفقًا للتعريف أعلاه، مع تفاوت كبير في العدد بين البلدان: بلغ معدل الاكتظاظ 43.1٪ في أحدث 12 دول انضمت للاتحاد مقارنة بـ 10.1 ٪ فقط لدى الـ 15 دولة الأقدم في الاتحاد.
داخل دول الاتحاد الأوروبي ما بعد الشيوعية، يبدو أن المدى الذي أدى به تسليع المساكن إلى تحسين معايير الإشغال كان معتدلًا كذلك. على سبيل المثال، خلال الفترة 2005-2010، ظلت النسبة المئوية للسكان المكتظين في رومانيا ولاتفيا هي الأعلى في الاتحاد الأوروبي (55٪). وعلى النقيض من ذلك، أظهرت جمهورية التشيك أفضل أداء في عام 2010، إذ انخفض الاكتظاظ من 33٪ إلى 22٪ خلال الفترة، لتصبح أقل من إيطاليا واليونان.